# Théodule Carré-Cassaigne
Pour les articles homonymes, voir Carré-Cassaigne, Carré (homonymie) et Cassaigne (homonymie).
Théodule Cassaigne, né le 12 février 1990 à Paris, est un acteur français. Il est principalement connu pour son rôle de Leclerc, un jeune orphelin turbulent, dans le film Les Choristes.
Il est le frère aîné de Cannelle Carré-Cassaigne, notamment connue pour son rôle dans la série télévisée Fais pas ci, fais pas ça.

## Filmographie

### Cinéma
- 2001 : Le Petit Poucet : Joseph
- 2002 : Nid de guêpes : L'enfant XM
- 2002 : L'Adversaire : Un enfant
- 2002 : Peau d'Ange
- 2004 : Les Choristes : Leclerc, le fugueur
- 2005 : Le Cactus : Sami enfant
- 2007 : Jean de la Fontaine, le défi

### Télévision
- 2001-2003 : Fred et son orchestre (série télévisée) : Nicolas
- 2007 : Bac +70 (téléfilm) : Alex

### Publicité
- 2003 : Petits Filous de Yoplait